# Callambulyx junonia
Callambulyx junonia là một loài bướm đêm thuộc họ Sphingidae.

## Phân phát
Nó được tìm thấy ở Bhutan, đông bắc Ấn Độ (Nagaland), miền nam Trung Quốc và miền bắc Việt Nam.

## Sự miêu tả

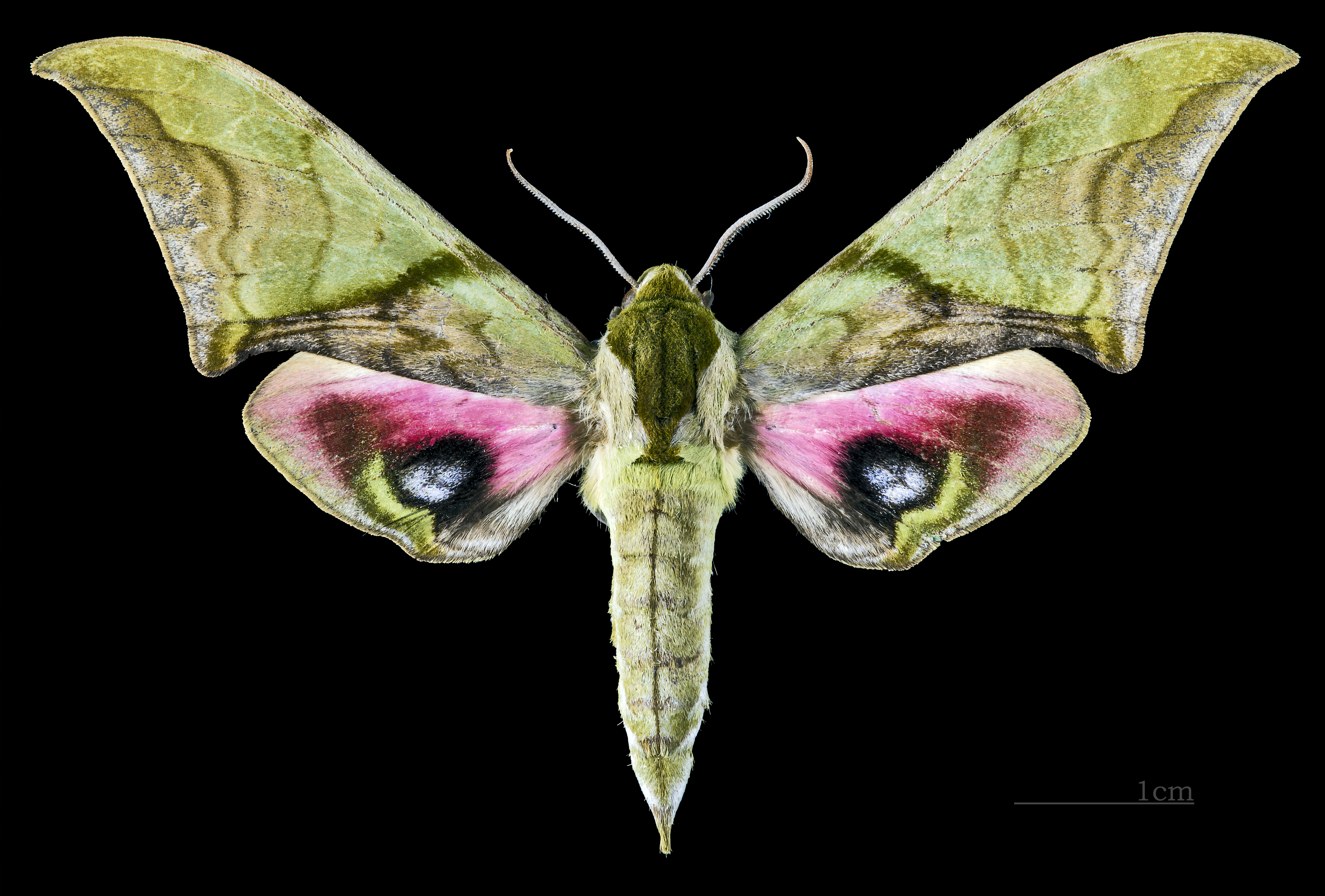
♂
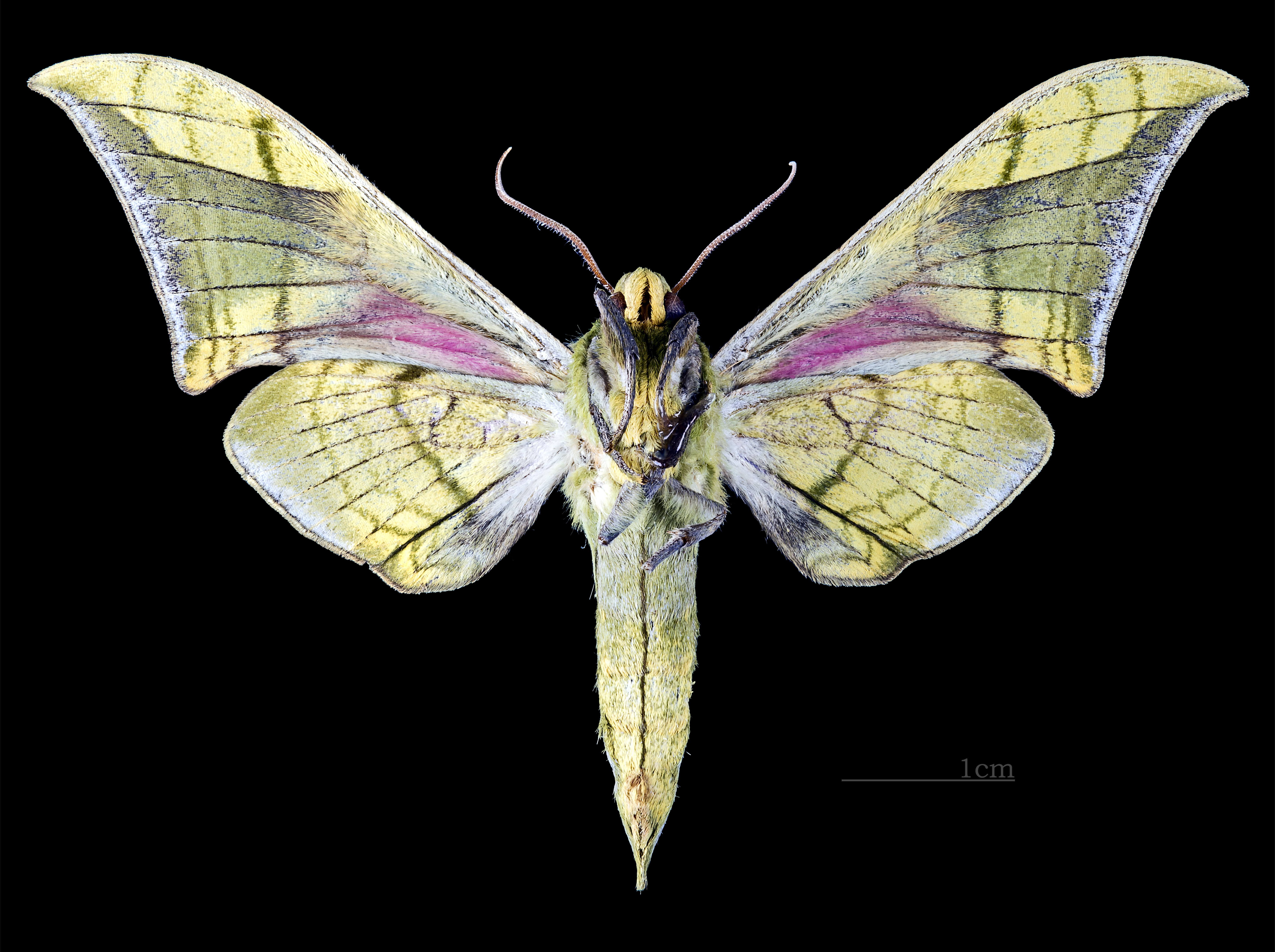
♂ △

Sải cánh dài khoảng 104 mm. 